# Shahmir Sanni
Shahmir Sanni est un informaticien (digital strategist), qui lors de la campagne du référendum sur l'appartenance du Royaume-Uni à l'Union européenne s'est proposé comme bénévole pour la campagne Vote Leave. Il y a été introduit par C Wylie (à l'époque directeur de Cambridge Analytica). Il devient ensuite, en avril 2016, trésorier du groupe politique « BeLeave », l'un des groupes partisans de la sortie du Royaume-Uni hors de l'Europe (Brexit). 

Il a été, à ce titre, l'un des lanceurs d'alerte ayant contribué à révéler une partie du scandale Facebook-Cambridge Analytica/AggregateIQ. Il a montré que la campagne référendaire de Vote Leave (le parti officiel du Brexit) cachait un processus manipulatoire et illégal. Ce processus a, certainement selon lui, le jour du vote du Référendum sur l'appartenance du Royaume-Uni à l'Union européenne, conduit à une victoire usurpée par le camp des pro-Brexit.
De l'aveu même de « Vote Leave », le Brexit n'aurait pas pu avoir lieu sans les logiciels d'agrégation de données et d'influence psychologique mis au point par AggregateIQ (qui a été alimenté par les bases de données de Cambridge Analytica, notamment construites à partir de données captées par Kogan dans Facebook, en accord avec le GAFA.
Refusant de cautionner une élection manipulée, Shahmir Sanni a permis de mettre au jour les implications cachées et croisées de Facebook, du parti conservateur anglais (dont Boris Johnson, des personnalités clés travaillant pour Theresa May à Downing Street et l'extrême droite ; Nigel Farage en particulier) et de Cambridge Analytica dans le processus qui a abouti au Brexit. 
Il a, avec d'autres (C Wylie en particulier), permis de démontrer qu'Aleksandr Kogan et Cambridge Analytica n'ont pas pu agir seuls, mais que dans les derniers mois de la campagne du référendum, via Darren Grimes, les partisans du Brexit ont aussi fait appel à la Start-up canadienne AggregateIQ (start-Up sœur de Cambridge Analytica, alors encore moins connue du grand public qu'elle et que le Groupe SCL). 

Au fur et à mesure des enquêtes qui ont suivi, Cambridge Analytica et AggregateIQ sont apparues, malgré leur dénégation, comme deux filiales respectivement anglaise et canadienne de SCL Elections, créées et majoritairement financées et contrôlées par des intérêts américains politiques et privés, et agissant de concert. Une autre entreprise, Crow Business Solutions MENA pourrait être impliquée. Selon The Guardian, ces personnes et entités semblent avoir bafoué l'éthique démocratique, les règles de dépenses référendaires, et tenté de détruire les preuves de leur forfaiture.
Face à ces révélations, la justice et la commission électorale anglaises se sont néanmoins trouvées démunies : d'une part ce processus s'est déroulé dans une « zone grise » du droit électoral qui n'a pas encore été adapté à l'encadrement des nouveaux types de propagande politique exercés dans l'Internet et ses réseaux sociaux ; d'autre part, cette élections n'a pas été truquée par bourrage d'urne, par des menaces ou des empêchements physiques d'aller voter. Dans le cas présent, un groupe ciblé d'internautes a été influencée en amont, sans en avoir conscience, par des techniques de manipulation mentale d'origine militaire et publicitaire, améliorées dans les années précédentes par des bases plus scientifiques d'une part, et par des logiciels d'« intelligence artificielle » d'autre part. Un nombre suffisant d'électeurs-clé ont été judicieusement choisis sur la base de leur profil psychologique montrant qu'ils égaient instrumentalisables par des messages ciblés. Ils ont été simplement subrepticement et subliminale ment « encouragés » à voter pour un parti ou à être abstentionniste le jour du vote. 
Le vote n'a pas été annulé. Les partis politiques en cause n'ont eu que des amendes modestes à payer, uniquement au Royaume-Uni. Facebook néanmoins subi des amendes plus importantes, et a vu son image et sa cote de confiance dégradées. La plupart des entreprises responsables se sont déclarées en faillites, échappant à la justice, pour semble-t-il presque immédiatement se reconstituer sous d'autres noms,,,.

## Contexte
Au Royaume-Uni, des groupes conservateurs, libertariens de droite, parfois d'extrême droite et dans tous les cas europhobes, se sont peu à peu concertés, dont au sein du parlement européen avec comme ambition commune de faire sortir ce pays de l'Union européenne. Ces projets étaient  notamment portés par l'association «Business for Britain» (qui est précurseur de Vote Leave).
En 2018, après avoir réussi à lancer une procédure de référendum, ce lobby rassemble ses moyens pour faire advenir le Brexit, en s'appuyan notamment sur l'Institut Adam Smith, le Center for Policy Studies, l'Institute of Economic Affairs, également très impliqués dans la diffusion du déni du réchauffement climatique, …et Leave Means Leave, qui promeut un « Brexit dur »).
Ces acteurs s'organisent en groupes de pression ou de "sensibilisation». Ils le font autour du Parti Vote Leave, légalement créé pour la circonstance, et reconnu par la commission électorale comme « parti officiel » du Brexit. Ce réseau comprend l'Institut Adam Smith, le Center for Policy Studies, l'Institute of Economic Affairs et Leave Means Leave. Nombre des groupes constitués autour de ce réseau, supposément pour représenter les électeurs pro-Brexit et leurs intérêts, ont ensuite été accusés d'être des organismes fantoches, utilisées par Vote Leave pour drainer et réorienter de l'argent illégal, delà de ce qu'autorisait  son plafond autorisé de dépenses,,. Ces entités sont secrètement coordonnées à Londres (au rythme de deux réunions par semaine environ) par M. Elliott en lien avec Dominic Cummings (le directeur officiel de la campagne pro-Brexit)
Parmi les groupes militant pour le Brexit figure BeLeave, une « association non constituée en société » spécifiquement crée par un jeune étudiant militant conservateur (Darren Grimes), avec le soutien juridique et stratégique de « Vote Leave », pour spécifiquement encourager les jeunes anglais à voter en faveur du Brexit. Shahmir Sanni en est alors le trésorier, tout en restant presque quotidiennement proche de Vote Leave, ce qui lui permet de rapidement détecter des anomalies comptables. De plus, BeLeave est si proche de Vote Leave qu'il est initialement basé dans le siège social même de Vote Leave. Shahmir Sanni est donc aussi l'un des témoins des stratégies mises en place pour emporter le référendum.

## Shahmir Sanni, lanceur d'alerte
Shahmir Sanni entend d'abord autour de lui parler de dépassement et de moyens de contournement des plafonds légaux de dépenses autorisées lors de cette campagne référendaire.
Il s'inquiète plus encore lorsque le 17 mars 2017 - une semaine après que la Commission électorale ait ouvert une enquête - il se rend compte que Vote Leave a rapidement supprimé, pour nombre de ses membres et associés, l'accès aux documents antérieurement partagés entre les responsables et organisateurs de la campagne et notamment avec « BeLeave » et avec Aggregate IQ (sur Google Drive),,.
Il décide donc de révéler au public qu'en dépit des alertes internes qu'il a émises, des dépenses excessives illégales, et parfois dissimulées ont lieu dans le camp des pro-Brexit : il affirme qu'un don de 625 000 £ a été fait par « Vote Leave » à « BeLeave », et que cet somme a été transférée à AggregateIQ (AIQ). Fin mars 2018 Jeff Silvester, directeur de l'exploitation d'AIQ (et cofondateur de la start-up en 2013 avec Zack Massingham), niait encore vivement tout lien avec les data-miners responsables du vol de données personnelles des détenteurs de plus de 50 millions de comptes sur Facebook. Dans un courriel envoyé au Times Colonist, il affirme « AggregateIQ n'a jamais été, et ne fait pas partie de, Cambridge Analytica ni SCL [société mère de Cambridge Analytica]. AggregateIQ n'a jamais conclu de contrat avec Cambridge Analytica ».

## Faits dénoncés
S. Sanni dénonce plusieurs faits qui s'entrecroisent :

### Collusions
Shahmir Sanni a notamment contribué à mettre à jour une collusion entre la TaxPayers' Alliance et plusieurs think tanks et groupes de pression, impliquant notamment Peter Whittle, l'ancien chef-adjoint de l'UKIP, Civitas, l'Adam Smith Institute, Leave Means Leave, la Global Warming Policy Foundation, Brexit Central, le Center for Policy Studies et l'Institute for Economic Affairs). Durant la campagne référendaire, la TaxPayers' Alliance (TPA) a travaillé en faveur du Brexit de concert avec les Think tanks de droite et divers groupes de pression, notamment liées au 55 Tufton Street, dite « rue de la dark money » par Open Democracy. Là, c'est un groupe parfois surnommé «les neuf entités» qui semble piloter secrètement la campagne. Ce groupe animé par M. Elliott semble notamment élaborer les coups médiatiques (2 à 3 par jour selon la TPA) et les discours portés vers les médias, mais de plus en plus surtout vers les réseaux sociaux, et de manière de plus en plus ciblée les derniers mois de la campagne,. 

Les neuf groupes de pression étaient, outre la TaxPayers' Alliance, le bureau de Peter Whittle (ancien chef adjoint de l'UKIP), Civitas, l'Adam Smith Institute, Leave Means Leave, la Global Warming Policy Foundation, Brexit Central, le Center for Policy Studies et l' Institute for Economic Affairs.
Cette collusion ne se limitait pas au territoire britannique : le camp du Brexit a trouvé un important soutien (tactique et financier) aux États-Unis, de la part de plusieurs milliardaires, d'hommes politiques et réseaux de think-tanks (Réseau Atlas et Réseau de Stockholm, liés à ceux du 55 Tufton Street à Londres,, et en particulier de la famille Mercer aux États-Unis.

### Manipulation mentale
S. Sanni a indirectement attiré l'attention sur des utilisations détournées, cachées et non éthiques de la psychologie sociale croisée avec l'analyse statistique intelligente de données (personnelles ou non) issues du big data. Ces deux activités étaient revendiquées par SCL et ses deux filiales, comme sciences utilitaires, pouvant être mises au service de partis politiques et/ou de personnalités politiques (toujours de droite quand ces entreprises ont agi au Royaume-Uni et aux États-Unis),,.
S. Sanni, et plus encore Christopher Wylie ont permis que des journalistes d'enquête puissent remonter vers le Groupe SCL et suspecter, puis mettre en évidence certains liens entre les promoteurs du Brexit et des pratiques issues des expériences de guerre psychologique, en partie au moins liées au complexe militaro-industriel, croisées avec le Marketing d'influence.

SCL (créé le 20 juillet 2005 et encore inconnu du grand public en 2016), via sa filiale SCL-Elections, a été la maison mère de Cambridge Analytica et de Aggregate IQ. Selon son site Internet, SCL-élections a participé à plus de 25 campagnes politiques et électorales internationales depuis 1994, le plus souvent dans des pays en développement ; ce « focus » sur les pays en développement date de 1997 est a une explication. SCL-élections a constaté à cette date que quand elle travaillait à influencer les élections au Royaume-Uni, son personnel ne faisaient pas preuve de la même « sensibilité distante » que pour les projets réalisés à l'étranger. Mais ses sociétés-filles, Cambridge Analytica et/ou (selon les cas) AggregateIQ poursuivront activement ce travail, par exemple au service d'élus conservateurs d'Irlande du Nord et - comme l'a montré S. Sans - des promoteurs du Brexit (dont Vote Leave et Boris Johnson). Concernant les États-Unis, SCL-élections y avait déjà été impliquée aux élections de mi-mandat de 2014 dans 44 élections (au Congrès américain, au Sénat américain et dans divers États) ; « Cambridge Analytica a déclaré publiquement qu'il détenait jusqu'à 5000 points de données sur chacun des plus de 230 millions d'électeurs américains ».
Le Groupe SCL, depuis des décennies, était conseiller ou formateur (au moins pour l'armée anglaise et l'OTAN) « dans des campagnes de désinformation militaires », par exemple en en Afghanistan, pour des opérations dites « Psyops » . Ces « opérations psychologiques », souvent imagées par la formule « Gagner les cœurs et les esprits » se déroulent dans les contextes d'opérations dites de stabilisation, de contre-insurrection, de défense de l’avant et de reconstruction d'un Etat ; cette notion a été (re)définie comme suit par le général David Petraeus dans le nouveau manuel sur la contre-insurrection de terrain (Counterinsurgency Field Manual) réécrit pour les troupes déployée en Irak et Afghanistan : « Gagner les cœurs signifie persuader la population que leur meilleur intérêt est servi par les succès des contre-insurgés. Gagner les esprits signifie convaincre la population que la force peut les protéger et que la résistance est inutile ».
Fin mars 2018, a posteriori Channel 4 a qualifié la campagne pro-Brexit de « totalement illégale ».

### Aspects financiers et ingérences étrangères
Une telle opération a nécessité l'accès à de puissants serveurs, ordinateurs et logiciels, à des millions de données personnelles volées par Kogan sur des comptes Facebook individuels, puis vendues à Cambridge Analytica. Ceci a un coût. Vote Leave drainé des millions de livre sterling de dark money.
Shahmir Sanni, parce que trésorier d'une des organisations du « 2ème cercle » de la campagne pro-Brexit de Vote Leave a pressenti l'ampleur des financements cachés de ces opérations d'influence psychologiques et certains de ses ressorts.
Il est entré dans Vote Leave comme bénévole. Il explique que ce sont les juristes de Vote Leave qui ont écrit les statuts juridiques de BeLeave (qui fin mai est devenu une organisation juridiquement séparée du Parti du Brexit). Au même moment, en mai 2016, « Vote Leave » a demandé au groupe de jeunes conservateurs de se créer un compte bancaire pour pouvoir recevoir des dons. Shahmir Sanni constate que dans les semaines précédant la date du vote, « Vote Leave » a commencé à largement dépenser plus que ce qu'autorisait la loi anglaise. Une semaine avant la date du vote, un donateur a offert 1 million de livres supplémentaires à « Vote Leave » qui a alors dit que BeLeave en recevrait une partie.
Ses révélations ont aussi permis au journalisme d'enquête de remonter jusqu'à la famille du milliardaire conservateur américain Robert Mercer, qui a parfois été requalifié de « Banquier du Brexit », ainsi qu'à Steve Bannon, et aux réseaux d'influence des Conservateurs américains.
Selon The Guardian, un vote historique pour le Royaume-Uni et l'Europe semble avoir été préparé et manipulé par des fonds et intérêts privés, avec des groupes politicofinanciers étrangers, et sans que les électeurs concernés aient eu l'impression d'avoir été manipulés. Mercer s'est immiscé dans les affaires européennes en jouant secrètement d'une carte-clé avantageant les partisans du Brexit lors du référendum ; il a offert à Nigel Farage l'accès à son système d'influence, basé sur la création de profil psychologique et sur des moyens de Propagande (de type astroturfing), basés sur l'analyse du big data notamment illégalement extrait de comptes Facebook privés.

## Conséquences pour Shahmir Sanni
Shahmir Sanni est alors licencié et diffamé. Le lobbyiste et stratège politique anglais Matthew Elliott a alors qualifié S. Sanni de « fantasiste à la Walter Mitty » en qualifiant les propos de Sanni de mensonge complet.
La TaxPayers' Alliance reconnaitra peu après (et sur la BBC, et sur le site Web «Brexit Central») l'avoir illégalement licencié et vilipendé parce qu'il avait révélé des dépenses excessives illégales dans sa campagne lors du Référendum sur l'appartenance du Royaume-Uni à l'Union européenne) ; l'alliance avoue aussi avoir coordonné ses actions avec Downing Street et avec neuf think tanks "de droite" liés, qui opèrent dans et autour des bureaux du 55 Tufton Street à Westminster.

## Suites, conséquences
Outre les conséquences pour Shahmir Sanni lui-même.
Avec Christopher Wylie, Shahmir Sanni est à l'origine d'enquêtes ouvertes notamment au Canada, aux États-Unis (par l'Agence fédérale de régulation du commerce ou FTC) et bien entendu au Royaume-Uni. Mais la commission électorale anglaise est limité à son champ de compétence, c'est-à-dire le seul respect de la loi électorale ; et l'organisme chargé de la protection des données (Information Commissioner's Office ou ICO), n'a pas le droit d'enquêter au Canada où est basé AggregateIQ, hors de sa juridiction.
Ces enquête ont porté sur les pratiques de Facebook d'une part, et sur les irrégularités de financements et processus électoraux relevées lors de la campagne du référendum d'autre part : irrégularités qui avec des fausses nouvelles (fake news) ou messages jouant sur la peur des réfugiés et une crainte entretenue vis-à-vis de l'Union européenne semble avoir permis le Brexit, en dépit des sondages qui donnait ce camp perdant.
Dans l'Union européenne et pour de nombreux particuliers, une des conséquences a été d'attirer l'importance sur l'importance de reprendre le contrôle des processus électoraux, et sur le rôle du Règlement européen RGPD (promulgué le 27 avril 2016), et la CNIL en France (deux organismes qui n'ont pas d'équivalent aux États-Unis) pour la protection des données.  Le RGPD interdit l'agrégation de données ou la désanonymisation qui sont au cœur du travail de sociétés comme AggregateIQ, et il semble avoir protégé les élections européennes qui ont suivi le Brexit des influences qui ont pu perturber la démocratie au Royaume-Uni et aux États-Unis.
Le 1er mai 2018, la société SCL (et la plupart de ses filiales) se déclarent en faillite. Elles annoncent clore leurs activités faute d'entrées d'argent à cause de la dégradation de leur image et de leur valeur sur le marché, mais de nombreux observateurs notent qu'alors que la liquidation judiciaire de SCL est à peine entreprise, elle semble se reconstituer avec les mêmes personnes et parfois dans les mêmes bureaux, sous d'autres noms (Emerdata, Data Propria, Auspex International…),,,.
En 2020, George Monbiot dans The Guardian, s'appuie notamment le témoignage de S. Sanni, sur les écrits autobiographiques de Madsen Pirie et sur les éléments rassemblés par le site Open Democracy. pour confirmer que presque tous les groupes de pression, Think tank ou pseudo-associations caritatives impliqués dans ce scandale étaient politiquement classés sur la droite ou l'extrême droite de l'échiquier politique. Secrètement, ils ont réussi à coordonner « leur travail, donnant l'impression qu'au Royaume-Uni, des personnes et entités différentes arrivent spontanément à de mêmes conclusions ». La plupart prenaient selon Monbiot un «Brexit dur» en s'accordant sur un « ensemble unique des points de discussion de droite »,.

## Autres lanceurs d'alerte, pour le même scandale (et concernant la protection des données personnelles)
Depuis quelques années, des lanceurs d'alerte comme Edward Snowden et Chelsea Manning ont publiquement dénoncé le développement de programmes généralisés de surveillance, et de nouveaux moyens d'écoutes et d'intrusion informatique, utilisés par de grands services publics (ex : CIA et FBI, et PRISM et  XKeyscore de la NSA aux États-Unis) qui collectent de l'information sur toute la planète, chez tous et chacun, sans consentement éclairé des individus, via le réseau téléphonique et l'internet et celui des caméras de surveillances, notamment. 

Puis certains se sont inquiétés de la manière dont l'intelligence artificielle (IA) est utilisée. Des bots (« robots informatiques ») peuvent certes détecter et limiter la désinformation ou la propagande politique sur les médias sociaux ; mais ils peuvent aussi la propager, et l'IA peut aussi être utilisée pour « forcer la main » d'électeurs en faveur de tel ou tel parti ou lobby y ayant accès,.
Plus récemment, d'autres lanceurs d'alerte ont dénoncé le caractère caché, souvent illégal, et ample de nouveaux processus d'influence. Ces processus, assistée par l'intelligence artificielle, orientent les « choix » faits par des électeurs-clé ciblés (choix, dans le cas présent, orientés en faveur du Brexit, mais qui ont ailleurs artificiellement favorisés des groupes conservateurs, dans des dizaines d'autres élections). Alors que Snowden et Manning dénonçaient des secrets d'Etat, ici ce n'est plus le secteur public (supposé défendre des intérêts nationaux ou l'intérêt général) qui est en cause, mais l'appropriation de données personnelles (ou relevant des communs) par le secteur privé, au profit d'intérêts privés, industriels et politiques. 

Ces lanceurs d'alerte ont été  :
- Vyacheslav Polonski : allemand, Dr. en informatique appliquée aux sciences sociales, chercheur à l'Université d'Oxford (spécialiste des réseaux sociaux et des comportements collectifs), fondateur et PDG d’« Avantgarde Analytics », une société qui conseille des dirigeants sur l'usage d'algorithmes dans les campagnes et sur la gestion de l’intelligence artificielle. Intervenu devant le Forum économique mondial, membre de la « Global Shapers Community », il a été interrogé par Forbes, le New York Times et la BBC. Dans The Independent, il a décrit comment l'IA a aidé Donald Trump à gagner les élections, grâce à l'apprentissage automatique, le big data et les robots et fausses nouvelles qui sur les réseaux sociaux influencent les électeurs en manipulant leurs émotions. Et à l'Université de Chicago pour The Conversation il parle d'une « intelligence machiavélique » pour décrire l'IA quand elle est mise au service de la propagande politique[44] ;
- David Caroll ; Peu avant le vote anglais en faveur Brexit Caroll s'était inquiété de l'ampleur et du caractère secret des quantités d'informations personnelles collectées et vendues par Facebook, ainsi que du caractère "politique" de ces données (Facebook évaluant, sans qu'on le sache jusqu'alors, le comportement électoral probable de chacun de ses utilisateurs, pour vendre cette information, parmi beaucoup d'autres, à d'autres entités).
- Christopher Wylie ancien directeur de recherche à Cambridge Analytica), pris de remords après avoir constaté que son travail avait servi l'extrême droite américaine et conduit à l'élection de Donald Trump[45],[46],[47],
- Mark Gettleson (expert en communication et groupes de discussion, ancien conseiller libéral démocrate, connu comme anti-européen, et ami de longue date de Christopher Wylie qui l'a recruté pour Cambridge Analytica en 2014 ; tous deux seront finalement lanceurs d'alerte[48].
- Brittany Kaiser (en), ancienne directrice responsable du développement des affaires chez Cambridge Analytica, comme qui comme Christopher Wylie a été prise de remords après voir manipulé des élections a décidé, dans un livre notamment, de révéler ce qu'elle a vu et fait dans Cambridge Analytica. Comme D. Caroll et C Wylie, elle est présente dans le film The Great Hack.
- Côté journalistes d'enquête, Carole Cadwalladr a au Royaume-Uni contribué à expliquer les causes, responsabilités et conséquences de ce phénomène[49]

### Vidéographie, filmographie
- (en-GB) Carole Cadwalladr Marc Silver Mustafa Khalili Charlie Phillips Ash Jenkins Jess Search Sandra Whipham Oliver Rivers et Source: The Guardian / DocSociety / Bertha Foundation, « The Brexit whistleblower: 'Not cheating is the core of what it means to be British' – video », sur The Guardian, 24 mars 2018 (ISSN 0261-3077, consulté le 9 mars 2021)
- Site officiel du documentaire The Great Hack
- Interview de David Caroll, jeudi 13 février 2020, mise en ligne le 5 mai 2020
- Interview de David Caroll (Professor Who Sued Cambridge Analytica Exclusive Interview), mis en ligne le 29 mars 2018, par Republic World (Inde), à propos de l'utilisation possible de données personnelles par Cambridge Analytica et SCL-India pour influencer les résultats d'élection en Inde.